# Witchmaster
Ne doit pas être confondu avec Wishmaster (album).
Witchmaster est un groupe de black metal et thrash metal polonais, originaire de Zielona Góra.

## Histoire
Le groupe est fondé la nuit de Walpurgis en 1996 par les anciens membres de Profanum Krzysztof « Geryon » Włodarski (guitare électrique, chant) et Tomasz « Reyash » Rejek (basse électrique, chant). La formation est complétée par le batteur Witold « Vitold » Domański. La même année, le groupe enregistre sa première démo Thrash ör Die! au. Un an plus tard, un deuxième intitulé No Peace at All suit. Une chanson est reprise dans la compilation Sounds of the Apocalypse Vol. 1 de Pagan Records. Des labels tels que Head Not Found et Merciless Records manifestent un intérêt. En 1999, le groupe signe un contrat d'enregistrement avec Pagan Records, chez qui en 2000 paraît le premier album Violence & Blasphemy, qui se compose de 14 chansons propres et de la reprise d'une chanson de Blasphemy.
Après la sortie, Rejek et Domański sont remplacés par le bassiste Shymon et le batteur Zbigniew Robert « Inferno » Promiński (Behemoth). Sebastian « Bastis » Grochowiak reprend le chant. Après plusieurs concerts, le groupe se rend en studio pour enregistrer l'album Masochistic Devil Worship. En raison de circonstances malheureuses, cependant, les enregistrements n'aboutissent pas, de sorte qu'aucun des enregistrements n'est utilisé dans la publication ultérieure. Au lieu de cela, le groupe va au Hertz Recording Studio et enregistre l'album en trois jours. L'album sort en mai 2002 et contient, entre autres, des reprises de Satanic Lust de Sarcófago et Blasphemer de Sodom. La même année, il part en tournée avec Destroyer 666 et Howitzer et va pour la première fois en Europe occidentale. En raison de différends avec les autres membres, Shymon quitte le groupe. Lors de la tournée suivante, Marek « Necrosodom » Lechowski d'Anima Damnata reprend la basse. Après cela, Rejek revient dans la formation. En 2003, la démo de 1997 sort en tant qu'EP sous le nom de Sex, Drugs & Satan chez Maleficium Records dans un tirage de 333 exemplaires. Une autre édition de seulement 33 pièces contient un fouet en cuir.
Fin 2003, l'enregistrement du troisième album éponyme commence. Celui-ci est publié chez Agonia Records en 2004. Le même label sort le split Hater of Fucking Humans/Blood Bondage Flagellation avec Adorior la même année. La publication était initialement prévue pour le label français Circle of the Tyrants Records avec un tirage de 666 exemplaires. Peu de temps après la sortie de l'album, il part en tournée avec Axis of Advance aux Pays-Bas, en Allemagne, en Belgique et en Slovénie, avec l'aide du batteur d'Anima Damnata Łukasz « Necrolucas » Boguszewicz. En septembre 2004, il fait une tournée en Europe avec Atomizer et Impiety. Comme Promiński est trop impliqué dans Behemoth, il est remplacé par Sebastian « Bastek » Łuszczek (ex-Devilyn, ex-Hell-Born). Le groupe enregistre ensuite six chansons pour l'EP Sex Drugs & Natural Selection  et l'album Trücizna, publiés en 2009. En 2008, le groupe était en concert en Pologne, en Allemagne et au Royaume-Uni. Après les enregistrements, il part en tournée avec Bulldozer. En 2009, le groupe est à Giessen au festival Kings of Black Metal. Après l'EP suivant Śmierć en 2012, le batteur Łuszczek part. En 2013, Promiński revient dans le groupe en tant que batteur et puis la guitare électrique sur l'album suivant Antichristus Ex Utero.

## Discographie
- 1996 : Thrash ör Die! (démo, autopublication)
- 1997 : No Peace at All (démo, autopublication)
- 1999 : Violence & Blasphemy (album, Pagan Records)
- 2002 : Masochistic Devil Worship (album, Pagan Records)
- 2003 : Satanikk Metal (compilation, Time Before Time Records)
- 2003 : Sex, Drugs & Satan (EP, Maleficium Records)
- 2004 : Hater of Fucking Humans / Blood Bondage Flagellation (split avec Adorior, Agonia Records)
- 2004 : Witchmaster (album, Agonia Records)
- 2009 : Trücizna (album, Agonia Records)
- 2009 : Sex Drugs & Natural Selection (EP, Iron, Blood & Death Corporation)
- 2009 : No Peace at All – Thrash ör Die! (compilation, Time Before Time Records)
- 2012 : Śmierć (EP, Witching Hour Productions)
- 2014 : Antichristus Ex Utero (album, Osmose Productions)
- 2022 : Kaźń  (album, Agonia Records)

## Source de la traduction
- (de) Cet article est partiellement ou en totalité issu de l’article de Wikipédia en allemand intitulé « Witchmaster » (voir la liste des auteurs).

1. ↑  Andrew O'Neill, Metal Story, Hachette Heroes, 2018, 288 p. (lire en ligne), p. 144
2. ↑  (en) « Witchmaster », sur metal-archives.com (consulté le 14 juillet 2021)
3. ↑  « Antichristus Ex Utero », sur auxportesdumetal.com, 2014 (consulté le 14 juillet 2021)